# Епархия Патти
Епархия Патти (лат. Dioecesis Pactensis, итал. Diocesi di Patti) — епархия Римско-католической церкви, в составе митрополии Мессина-Липари-Санта-Лючия-дель-Мела, входящей в церковную область Сицилии. В настоящее время епархией управляет епископ Игнацио Дзамбито. Викарный епископ — Джованни Орландо.
Клир епархии включает 120 священников (116 епархиальных и 4 монашествующих священников), 7 монахов, 136 монахинь.
Адрес епархии: Via Cattedrale 7, 98066 Patti [Messina], Italia.

## Территория
В юрисдикцию епархии входят 84 приход в 41 коммуне Сицилии: все в провинции Мессина — Акведольчи, Алькара-Ли-Фузи, Броло, Капицци, Капо-д'Орландо, Капри-Леоне, Карония, Кастель-де-Лючио, Кастелл'Умберто, Чезаро, Фикарра, Флореста, Фраццано, Галати-Мамертино, Джойоза-Мареа, Либрицци, Лонджи, Милителло-Розмарино, Мирто, Мистретта, Монтаньяреале, Мотта-д'Аффермо, Назо, Оливери, Петтинео, Пираино, Раккуя, Рейтано, Сан-Фрателло, Сан-Марко-д'Алунцио, Сан-Пьеро-Патти, Сан-Сальваторе-ди-Фиталия, Сант'Агата-ди-Милителло, Сант'Анджело-ди-Броло, Сан-Теодоро, Санто-Стефано-ди-Камастра, Синагра, Торренова, Торторичи, Туза и Укрия.
Все приходы образуют 6 деканатов: Патти, Броло, Капо д’Орландо, Рокка ди Капри Леоне, Сант Агата Милителло и Санто Стефано ди Камастра.
Кафедра епископа находится в городе Патти в церкви Святого Варфоломея.
Патроном епархии Патти является Святой Варфоломей. Также в епархии почитаются местные святые: Феврония (дева и мученица) — покровительница Патти, Альфий, Кирин и Филадельф (мученики) — покровители Сан-Фрателло; Бенедикт Мавр (монах) — покровитель Акведольчи, Калогер (отшельник) — покровитель Сан-Сальваторе-ди-Фиталия и Чезаро, Конон (аббат и анахорет) — покровитель Назо, Лаврентий (священник) — покровитель Фраццано, Николая Полити (отшельник) — покровитель Алькара-Ли-Фузи, Петр Тома (латинский патриарх Константинополя) — покровитель Патти; Феликс из Никозии (монах) — сопокровитель Мистретты; Олива (дева и мученица) — уроженка и покровительница Петтинео, Марина Пандарита — древняя покровительница Кастаньи (ныне Кастелль’Умберто).

## История
Кафедра Патти и Липари была основана в 1131 году. Основание кафедры Патти было восстановлением древней епархии Тиндари, основанной в начале VI века и пришедшей в упадок после вторжения арабов в 836 году. Липари было территориальным аббатством, построенным также в начале VI века.
В 1166 году епархия Патти и Липари стала епископством-суффраганством архиепархии Мессина.
В 1399 году епархия была разделена на две самостоятельные кафедры — епархию Патти и епархию Липари. Последняя в 1986 году была объединена с архиепархией Мессины в архиепархию Мессина-Липари-Санта-Лючия-дель-Мелы.
В 1588 году епископ Джильберто Исфар-и-Корильяс учредил постоянную стипендию для обучения духовенства, созданной им епархиальной семинарии, хотя акт об основании семинарии был обнародован лишь 16 декабря 1656 года при епископе Людовико Альфонсо де Лос Камерос. В 1865 году две трети здания семинарии было конфисковано государством, который также секуляризировало четыре монастыря Патти под школы, казармы и кладбище. Только в 1924 году епископ Фердинандо Фьяндака выиграл гражданский иск и вернул часть захваченного здания.
До отмены феодализма на Сицилии, епископы Патти на большей части своей епархии обладали правами и несли обязанности феодалов, и даже титуловались сеньорами Патти, баронами Джойозы Гуардии, князьями Сантиссима Сальваторе и графами Либрицци.

## Ординарии епархии
| - Джованни I (1131—1139) — бенедиктинец (свергнут); - Джильберто (1157—1166); - Стефано (1180—1199); - Ансельмо (1208); - Джакомо (1222 — 25.9.1225) — назначен архиепископом Капуи; - Пагано (1229 — 22.3.1246); - Ринальдо (1248); - Филиппо (1250—1254) - Бартоломео Варелло (1254—1282) — доминиканец; - Маттео (1284); - Пандольфо (1286); - Джованни II (1296—1324); - Пьетро I (1325) — доминиканец; - Франческо Ди Пьетро (1342); - Винченцо (27.11.1342 — 1346); - Пьетро II (25.2.1346 — 22.1.1354) — францисканец; - Святой Пьетро Томмазо (16.11.1354 — 10.5.1359) — кармелит, назначен епископом Короне; - Джованни Граффео (1360) — францисканец; - Убертино (28.11.1373 — 1386) — францисканец; - Франческо (1386—1388) — доминиканец, назначен епископом Мадзара дель Валло; - Убертино (1390—1397) — вторично, назначен Гаэты; - Франческо Гаттоло (1397 — 18.4.1399) — назначен епископом Липари; - Франческо Эрмемир (1399—1400); - Паоло Олени (1402) — назначен архиепископом Ористано; - Филиппо Феррерио или де Феррарио (1402—1407) — кармелит, назначен епископом Агридженто; - Маттео II (1409) — (схизматик); - Бернардо де Финуэроа (1414); - Маттео ди Катания (1415—1431) — доминиканец; - Антонио Стабиле (1431—1434); - Аркито ди Вентимилья (1432) — апостольский администратор, францисканец; - Джованни де Интербартолис (3.10.1435 — 1436); - Джакомо Процио (18.12.1437 — 1449) — назначен архиепископом Мессины; - Леонардо Гото (20.2.1450 — 1451); - Доменико Ксарак (1451—1451); - Коррадо Караччоло (3.12.1451 — 1478); - Джованни де Кортеллис (1479); - Джакомо ди Санта Лючия (1480) — францисканец; - Джованни д’Aрагонa (24.10.1482 — 1484); - Джованни Молес (1484); - Джакомо III (1484); - Джакомо Антонио Леофанти (9.2.1486 — 1494); - Джованни Марквет (16.6.1494 — 1499) — доминиканец; - Микеле ди Фигуэроа (4.9.1500 — 1518); - Винченцо Беттино (1518) — избранный епископ; - Франчиско де Веррейс (21.6.1518 — 8.6.1534) — назначен епископом Урхеля; - Арнальдо Альбертин (12.9.1534 — 7.10.1544); | - Бартоломе Себастьян де Ароития (9.1.1549 — 10.1.1567) — назначен архиепископом Таррагона; - Антонио Родригес де Пасос-и-Фигероа (7.9.1568 — 1578); - Джильберто Исфар-и-Корильяс (1579—1600); - Бонавентура Секузио (30.4.1601 — 17.8.1605) — францисканец, назначен архиепископом Мессины; - Хуан де Рада (16.1.1606 — 1609) — францисканец; - Винченцо Наполи (5.12.1609 — 23.8.1648); - Людовико Альфонсо де Лос Камерос (1652—1658) — назначен архиепископом Монреале; - Симоне Рау-э-Реквезенс (1658 — 20.9.1659); - Игнацио д’Aмикo (31.7.1662 — 15.12.1666) — назначен епископом Агридженто; - Джованни Антонио Джелозо (17.6.1669 — 3.11.1669); - Винченцо Маффия (20.4.1671 — 16.11.1674) — доминиканец; - Антонио Бигетти (28.3.1678 — 1678); - Франческо Мартинелли (22.1.1680 — 3.4.1681); - Маттео Фацио (26.1.1682 — 6.9.1692) — доминиканец; - Джузеппе Мильяччо (18.5.1693 — 24.11.1698) — назначен архиепископом Мессины; - Франческо Джирдженти (11.4.1699 — 1701) — ораторианец; - Джузеппе Филанджери (1702); - Франческо Джильо (1703); - Этторе Алгария (17.2.1703 — 24.7.1713); - Франческо Родригес или Регирез (1713); - Джузеппе Барбара (1713); - Sede vacante (1713—1723); - Пьетро Галлетти (30.8.1723 — 28.11.1729) — назначен епископом Катании; - Джакомо Бонанно (5.5.1734 — 1753) — театинец, назначен архиепископом Монреале; - Джироламо Гравина (1754—1755); - Карло Минео (16.2.1756 — 1771); - Сальваторе Пизано (14.12.1772 — 1781); - Раймондо Монкада (25.2.1782 — 1813) — театинец; - Сильвестро Тодаро (22.7.1816 — 21.4.1821) — францисканец-конвентуал; - Николо Гатто (15.11.1823 — 31.12.1831); - Джузеппе Сайтта (30.9.1833 — 20.6.1838); - Мартино Орсино (25.7.1844 — 23.3.1860); - Микельанджело Челезия (23.3.1860 — 27.10.1871) — бенедиктинец, — назначен архиепископом Палермо; - Карло Витторе Папардо (27.10.1871 — 22.11.1874) — театинец; - Джузеппе Мария Мараджольо (15.3.1875 — 20.1.1888) — капуцин; - Джованни Превитера (26.3.1888 — 14.2.1903) - Франческо Мария Траина (3.4.1903 — 17.11.1911) - Фердинандо Фьяндака (10.4.1912 1.8.1930) — назначен архиепископом Чирро; - Антонио Мантьеро (26.9.1931 — 29.8.1936) — назначен епископом Тревизо; - Анджело Фикарра (12.10.1936 — 2.8.1957) — назначен архиепископом Леонтополи ди Аугустамника; - Джузеппе Пуллано (2.8.1957 — 30.3.1977); - Кармело Ферраро (30.3.1978 — 3.11.1988) — назначен епископом Агридженто; - Игнацио Дзамбито (с 12 мая 1989 года — по настоящее время). |  |

## Статистика
На конец 2004 года из 164 000 человек, проживающих на территории епархии, католиками являлись 160 000 человек, что соответствует 97,6 % от общего числа населения епархии.
| год  | население | население | население | священники | священники        | священники         | священники                           | постоянные диаконы | монахи  | монахи  | приходы |
| год  | католики  | всего     | %         | всего      | белое духовенство | черное духовенство | число католиков на одного священника | постоянные диаконы | мужчины | женщины | приходы |
| ---- | --------- | --------- | --------- | ---------- | ----------------- | ------------------ | ------------------------------------ | ------------------ | ------- | ------- | ------- |
| 1950 | 217 850   | 218 000   | 99,9      | 207        | 183               | 24                 | 1052                                 |                    | 31      | 142     | 71      |
| 1970 | 200 000   | 200 000   | 100,0     | 170        | 147               | 23                 | 1176                                 |                    | 28      | 203     | 82      |
| 1980 | 166 900   | 168 600   | 99,0      | 159        | 145               | 14                 | 1049                                 |                    | 17      | 154     | 83      |
| 1990 | 169 500   | 171 600   | 98,8      | 142        | 131               | 11                 | 1193                                 |                    | 14      | 123     | 84      |
| 1999 | 160 000   | 164 000   | 97,6      | 134        | 127               | 7                  | 1194                                 | 1                  | 16      | 138     | 84      |
| 2000 | 160 000   | 164 000   | 97,6      | 134        | 127               | 7                  | 1194                                 |                    | 7       | 130     | 84      |
| 2001 | 160 000   | 164 000   | 97,6      | 132        | 125               | 7                  | 1212                                 |                    | 7       | 135     | 84      |
| 2002 | 160 000   | 164 000   | 97,6      | 129        | 125               | 4                  | 1240                                 |                    | 4       | 134     | 84      |
| 2003 | 160 000   | 164 000   | 97,6      | 126        | 122               | 4                  | 1269                                 |                    | 7       | 137     | 84      |
| 2004 | 160 000   | 164 000   | 97,6      | 120        | 116               | 4                  | 1333                                 |                    | 7       | 136     | 84      |